# Žalostinská vrchovina
Žalostinská vrchovina je geomorfologický podcelek Bílých Karpat. Nejvyšší vrch podcelku je Žalostiná (621 m n. m.).

## Polohopis
Podcelek zabírá nejzápadnější část Bílých Karpat a svou severní částí kopíruje státní hranici. Na území Slovenska sousedí na západě s podcelky Chvojnické pahorkatiny Skalickým hájikom a Unínskou pahorkatinou, na jihu navazuje Myjavská pahorkatina. Bílé Karpaty pokračují východním směrem podcelkem Javorinská hornatina. 

## Ochrana přírody
Velká část území je součástí CHKO Bílé Karpaty, z maloplošných chráněných území zde leží:
- Chvojnica - přírodní památka
- Štefanová - přírodní památka
- Bučkova jama - přírodní památka
- Šifflovské - přírodní památka
- Raková - přírodní památka
- Chropovská strž - přírodní památka
- Šmatlavé uhlisko - přírodní rezervace [2]